# Rummel och Rabalder
Rummel och Rabalder är en TV-serie inom TV4:s barnprogramkoncept Lattjo Lajban. Serien skapades av Torbjörn Jansson och bygger på de två karaktärerna Rummel och Rabalder - två råttor tillika detektiver som lever i ett ventilationssystem och löser mysterier. Originalfigurerna till Rummel & Rabalder ritades av Dan Håkansson.
60 episoder med 12 minuter långa deckaravsnitt skapades. 20 TV-magasin skapades också där karaktärerna själva gjorde TV, träffade kända och intressanta personer i den riktiga världen och hittade på diverse upptåg.
Bakom produktionen låg produktionsbolaget Decam AB från Karlskrona. Budgeten var på 16 miljoner kronor, den största enskilda barnprogrambudgeten i TV4:s historia.
Serien och alla dess 60 avsnitt går i nuläget (2025) inte att få tag på, åtminstone inte för streaming via internet. Det har varit tal om att TV4 eventuellt ska lägga upp alla avsnitt för streaming på TV4 Play, som en del av deras stora arkiv. Detta har dock heller inte blivit genomfört, då det är osäkert om kanalen fortfarande ens har kvar serien i sitt tidigare nämnda arkiv.

## Handling
Råttbröderna Rummel och Rabalder tar över en detektivbyrå efter den avlidna mästerdetektiven, bävern Allan. Det går inte helt problemfritt och helst vill de göra något helt annat. Allans osaliga ande får ingen ro, utan irriteras över att hans framgångsrika byrå drivs av fega råttor. Ibland kommer råttflickan Meralda på besök. De har alltid nya fall att lösa och Rummel måste stå ut med Rabalders galna upptåg och uppfinningar.

## Dockspelare
- Sara Denward
- Petter Lennstrand
- Cecilia de Rico
- Helena Bäckman
- Katarina von Wachenfeldt

## Röster
- Rummel: Jonas Malmsjö (första avsnitten), Erik Ahrnbom (senare avsnitten)
- Rabalder: Ivan M. Petersson
- Meralda: Polly Kisch
- Allan & Orgel Kapellen, Kapten Hansson: Mats Sandelius
- Babs, Misty & Sussie: Cecilia Sörman

## Datorspel
Som en kringförsäljningsprodukt skapades också ett TV-spel i Lattjo Lajban där Rummel och Rabalder flög fram på en flygande matta och skulle samla på sig ostbågar på vägen. Tittarna fick ringa in till programmet på morgonen och vara med och spela i direktsändning. I barnprogrammet Gomårr i samma kanal fick barn skriva och önska se sin mamma, farmor, kusin eller tonårssyrra spela Rummel & Rabalder-spelet. Figurerna i spelet styrdes med knapparna på telefonen. Spelet gavs senare även ut på CD-ROM. Rummel och Rabalder ersattes år 2003 av spelet Loophole, som spelades efter samma princip.